# Dooabia plana
Dooabia plana är en fjärilsart som beskrevs av Louis Beethoven Prout 1916. Dooabia plana ingår i släktet Dooabia och familjen mätare. Inga underarter finns listade i Catalogue of Life.